# 尋找 (專輯)
《尋找》是香港歌手彭家麗的第九張大碟，亦為第一兼唯一一張國語專輯，在1998年8月推出，專輯由米洛克唱片發行，第一主打歌為《尋找》，第二主打歌為《沒有你過得比較好》。

## 曲目
| 曲序 | 曲名                   | 曲     | 詞     | 編曲          | 附註       |
| 01   | 尋找                   | 陳曉娟 | 陳曉娟 | 陳飛午 陳軍伍 | 第一主打歌 |
| 02   | 就要分手（黃文升合唱） | 黃文升 | 黃文升 | 陳飛午 陳軍伍 | 第三主打歌 |
| 03   | 我不想懵懵懂懂         | 彭家麗 | 林添民 | 陳軍伍        |            |
| 04   | 沒有你過得比較好       | 莫凡   | 莫凡   | 錢幽蘭        | 第二主打歌 |
| 05   | 愛是你                 | 雷有輝 | 向月娥 | 雷有輝        |            |
| 06   | 為你（黃世豪合唱）     | 黃世豪 | 黃世豪 | Aubrey Suwito |            |
| 07   | 寂寞的伸展台           | 吳國敬 | 超仁   | 雷有輝        |            |
| 08   | 驕傲                   | 周博華 | 周博華 | 陳飛午 陳軍伍 |            |
| 09   | 我喜歡讓自己與眾不同   | 吳國敬 | 蔡重仁 | 谷中仁        |            |
| 10   | 放手                   | 柯以敏 | 樓南蔚 | 陳飛午 陳軍伍 |            |

## 唱片版本
- CD版